# الدوري البحريني الممتاز 1974–75
الدوري البحريني الممتاز 1974-1975 هي النسخة التاسعة عشر من الدوري البحريني الممتاز.

## نظرة عامة
توج العربي باللقب.